# Kemawi (Somagede)
Kemawi is een bestuurslaag in het regentschap Banyumas van de provincie Midden-Java, Indonesië. Kemawi telt 4828 inwoners (volkstelling 2010).